# 杉山慧
杉山慧（すぎやま さとる、1992年11月7日- ）は、静岡県出身の鉄道写真家。
鉄道写真撮影と記事執筆をセットで引き受けることがあるため、「二刀流カメラマン」を名乗っている。
2021年鉄道写真家を引退し、会社員となった。

## 略歴
1992年11月静岡県に生まれる。幼少期より鉄道に興味を持ち、日本大学芸術学部写真学科卒業後、ネコ・パブリッシングに入社し月刊誌レイル・マガジンの編集に携わる。
2017年3月に、東京都千代田区の鉄道写真事務所レイルマンフォトオフィスに入社。
2018年12月にレイルマンフォトオフィスを退社し、フリーの鉄道写真家として独立。
独立後は月刊誌鉄道ジャーナルでの写真撮影や原稿執筆のほか、レンズメーカータムロンにより開催の「タムロン鉄道風景Instagramコンテスト 2019」で審査員を務めた。

## 主要著作・実績
- 鉄道ジャーナル2018年10月号「最後の活躍 愛知のDD51」
- 鉄道ジャーナル2019年3月号「旅客用機関車の一大拠点 高崎車両センター高崎支所ディーゼル機関車の現場を見る」
- ネコ・パブリッシング　ムック　「お立ち台通信vol.22」
- 鉄道ジャーナル2019年6月号「変貌する広島圏輸送」
- 鉄道ジャーナル2019年10月号「しなの鉄道に115系を追う」
- 「タムロン鉄道風景Instagramコンテスト 2019」審査員